# Drapetis gilvipes
Drapetis gilvipes är en tvåvingeart som beskrevs av Friedrich Hermann Loew 1872. Drapetis gilvipes ingår i släktet Drapetis och familjen puckeldansflugor. Inga underarter finns listade i Catalogue of Life.